# Орден Сталіна
О́рден Ста́ліна — проєкт ордена СРСР, а також громадська нагорода в Російській Федерації.

## Проєкт ордена Сталіна
Незабаром після війни 22 червня 1945 у Політбюро ЦК ВКП (б) надійшла пропозиція, підписана п'ятьма радянськими державними і військовими діячами:

У Політбюро ЦК ВКП (б)
Вносимо на розгляд Політбюро такі пропозиції:
1. Нагородити тов. Сталіна орденом «Перемога»;
2. Присвоїти тов. Сталіну звання Героя Радянського Союзу;
3. Заснувати орден Сталіна;
4. Спорудити Сталінську Арку Перемоги при в'їзді в Москву на автостраді Москва—Мінськ.
Відповідні укази пропонуємо прийняти на XII сесії Верховної Ради.
22.VI.45 р.
В.Молотов
Л.Берія
Г.Маленков
К.Ворошилов
А.Мікоян

З чотирьох пунктів були реалізовані два перших. У лівому верхньому кутку олівцем є позначка: «Мій архів. Й. Сталін».
Відомі 12 варіантів цієї нагороди в металі (всього їх було 13). Основний елемент зразків — медальйон із портретом Сталіна в колі, ромбі або п'ятикутної зірки. Проєкт зупинений на стадії виготовлення зразків у металі при підготовленому проєкті указу Президії Верховної Ради СРСР про заснування ордена Сталіна і статуту нагороди.
У 1949 в зв'язку з 70-річчям Сталіна знову постало питання про заснування ордена Сталіна. У відділі нумізматики Російського музею в Санкт-Петербурзі зберігається збільшена гіпсова модель ордена Сталіна роботи головного художника Ленінградського монетного двору Н. А. Соколова — точна копія знака ордена Леніна, але з портретом Сталіна.
У 1953 року, відразу після смерті Й. Сталіна, були терміново виготовлені чотири примірники ордена генералісимуса Сталіна (без використання дорогоцінних металів) для затвердження основними членами Президії ЦК КПРС. Три примірники відправили в Москву, один — залишився в Ленінграді в Мюнцкабінеті Санкт-Петербурзького Монетного двору. Розробка проєкту була розпочата у квітні, нібито, на підставі усного розпорядження начальника Держзнаку Андреєва. За основу проєкту прийнято один із варіантів зразкових знаків 1949 року, де портрет, вписаний у коло, покладений на п'ятикутну зірку, яка, у свою чергу, покладена на золотий вінок із дубових і лаврових гілок. Між променями зірки — золоте сяйво. По колу напис: «Генералісимус СРСР Сталін». Передбачалося, що при виготовленні затвердженого ордена будуть використані золото та платина.
Проєкт так і не був затверджений через події із визначенням нового керівника партії і держави і розвінчанням культу особи Сталіна.

## Громадська нагорода
Практично такий же орден випускався в 1990-х рр. «Постійною Президією З'їзду народних депутатів СРСР», що очолювала Сажі Умалатова. Указом від 4 березня 1998 року у РФ було затверджено «Статут» ордена, в якому, зокрема, йшлося:
|  | Орденом Сталіна нагороджуються громадяни Радянського Союзу, що проявили героїзм у боротьбі з антинародним режимом, а також громадяни, які зробили внесок у відновлення єдиного радянського простору, побудову соціалізму, у відновлення промислового потенціалу, сільського господарства, у зміцненні обороноздатності та безпеки країни, в розвиток науки і культури, у зміцнення дружби між народами Орденом Сталіна |

Нагороди (за деякими даними, за плату Малінкін А. Підпільний обком Політичний журнал. 2005. № 17]) вироблялися, в усякому разі, до середини 2002 рік а, коли набрав чинності новим КоАП РФ виготовлення знаків, що мають зовнішню схожість із державними нагородами Російської Федерації, РРФСР і СРСР, було заборонено (ч. 2 ст. 17.11 КоАП РФ). Сажі Умалатовой заборонили роздавати радянські нагороди / / Lenta.ru. 17.04.2002, 15:00:27